# L'agonia di Bisanzio
L'agonia di Bisanzio (L'Agonie de Byzance) è un cortometraggio del 1913 diretto da Louis Feuillade.

## Produzione
Il film fu prodotto dalla Société des Etablissements L. Gaumont.

## Distribuzione
Distribuito dalla Société des Etablissements L. Gaumont, uscì nelle sale cinematografiche francesi il 24 ottobre 1913.